# Жак Мартін (хокейний тренер)
Жак Мартін (фр. Jacques Martin; нар. 1 жовтня 1952, Рокленд, Онтаріо, Канада) — канадський професійний хокейний тренер, виконує обов'язки головного тренера команди «Оттава Сенаторс» Національної хокейної ліги.

## Тренерська робота
6 грудня 2023 року «Оттава Сенаторз» призначили Мартіна на посаду старшого радника тренерського штабу. Згодом його підвищили до тимчасового головного тренера  після звільнення Д. Дж. Сміта 18 грудня 2023 року.